# Fagara
Fagara é um género botânico pertencente à família Rutaceae.

## Espécies
- Fagara cujabensis